# Lactobacillus lindneri
Lactobacillus lindneri è una specie di batterio appartenente alla famiglia delle Lactobacillaceae.